# Geaya funerea
Geaya funerea is een hooiwagen uit de familie Sclerosomatidae.